# Vojno letalstvo
Vojno letalstvo je del oboroženih sil, ki skrbi za obrambo državnega zračnega prostora s pomočjo vojaških letal, helikopterjev in sredstev zračne obrambe. Prav tako izvaja strateško in taktično podporo drugim vejam oboroženih sil ter skrbi za šolanje novih kadrov. 

## Zgodovina
Prva vojaška letala so bila namenjena izvidniškim poletom. V takih letalih sta letela pilot in opazovalec, ki je snemal položaje nasprotnika. Slednji je z nastopom prve svetovne vojne s seboj nosil tudi strelno orožje za primer srečanja z nasprotniki. Kasneje so namesto tega začeli uporabljati strojnice in tako so nastala prva vojaška letala, ki so tako služila izvidovanju in/ali spopadom z nasprotnikovimi letali.
Po koncu vojne so se razvili tudi bombniki, ki so bili težko oboroženi za obrambo pred nasprotnikovimi letali. Nekateri analitiki tistega časa so menili, da bodo bombniki zaradi tega postali praktično edina vrsta vojaških letal. Vendar so taka letala brez podpore ostalih letal hitro postala plen nasprotnikovih lovcev, kar se je izkazalo v konfliktih med obema vojnama.
V drugi svetovni vojni so vojaška letala postala okretnejša, hitrejša in še močneje oborožena. Njihova oborožitev so bili brzostelni topovi (za boje v zraku) ter bombe in nevodene rakete (proti ciljem na tleh). Ob koncu vojne se je v Nemčiji pojavilo tudi prvo reaktivno letalo Me-262, ki pa kljub očitnim prednostim zaradi poznega vstopa v spopade ni moglo spremeniti poteka vojne.
Po koncu vojne se je najhitrejši razvoj na tem področju odvijal v ZDA in Sovjetski zvezi, ki sta na začetku uporabili precej rezultatov nemških medvojnih raziskav. Med korejsko vojno so se v večjem številu pojavili tudi uporabni helikopterji.
Z uvedbo radarjev in vodenih izstrelkov zrak-zrak je nastopilo obdobje zračnih bojev brez vidnega stika. V večji meri se je to začelo v vietnamski vojni. Zaradi doseganja vedno večjih hitrosti takratnih letal so v ZDA začeli opuščati dodajanje topov na vojaška letala ter zanemarjati bližnji boj, kar pa se je v spopadih z okretnimi vietnamskimi lovci izkazalo kot napaka. Zato so imajo poleg vodenih izstrelkov zrak-zrak vsa moderna vojaška letala tudi topove.
Ta trend se ob nekaterih izboljšavah in novostih nadaljuje tudi danes. Druga novost je uvajanje radijsko vodenih bojnih zrakoplovov, ki jih pilot upravlja z zemlje in služijo predvsem izvidovanju.

## Galerija
- USAF Cessna 150
- USAFA Flying Team T-41D
- Cessna 150 & Cessna 172 USAF
- Cessna U-3A USAF
- Cessna O-2A Skymaster USAF
- Cessna T-51 USAF Academy
- Cessna A-37B Dragonfly
- Pilatus PC9M
- T-45 Goshawk trenažerji
- Puerto Rico Cessna 182
- USAF Cessna 310
- USAF T-53A
- USAF F-16
- USAF TG-16A (DG-1000)